# Смаль Наталія Миколаївна
Ната́лія Микола́ївна Сма́ль (нар. 10 березня 1983, Жукля) — українська самбістка та дзюдоїстка середньої вагової категорії. Багаторазова чемпіонка світу та Європи з самбо.

## Життєпис
Представляє Чернігівське спорттовариство ЗСУ.
Срібна призерка Кубка Європи U-20 Київ (2002).
Чемпіонка України — 2004, 2009, 2012 й 2016.
Срібна призерка чемпіонату Європи-2005 U-23.
Бронзова призерка Кубка світу Мінськ (2005 й 2009), Варшава (2010), Каїр (2010), Таллінн (2010), Баку (2010), Софія (2010), Прага (2011), Сан-Сальвадор (2011), Алмати (2011).
Срібна призерка чемпіонату України — 2006 й 2018.
Бронзова призерка чемпіонату України — 2008 й 2015.
Переможниця Кубка світу в Ташкенті (2010) й Мінську (2011).
Бронзова призерка командного чемпіонату Європи-2010 й 2011 років.
2011 — срібна призерка Кубка світу — Лісабон, Улан-Батор, Апіа, й знову Лісабон.
Срібна призерка Гран Прі-2011 (Амстердам).
Срібна призерка Кубка Європи-2012 (Целє).
Срібна призерка Кубка України-2016.
Переможниця Кубка України — 2017 й 2018.
17 травня 2019 року захистила титул чемпіонки, в фінальному двобої у вазі до 72 кілограмів перемогла росіянку Галину Амбарцумян.
В червні 2019-го здобула бронзову медаль Європейських ігор-2019 в Мінську — перемогла румунку Лорену-Александру Поделенські.

## Нагороди
- Медаль «За працю і звитягу» (15 липня 2019) — за досягнення високих спортивних результатів на ІІ Європейських іграх у м. Мінську (Республіка Білорусь), виявлені самовідданість та волю до перемоги, піднесення міжнародного авторитету України[3]